# Beautiful People (David Guetta & Sia)
Beautiful People is een nummer van de Franse dj David Guetta en de Australische zangeres Sia uit 2025.

## Achtergrondinformatie
"Beautiful People" was de negende samenwerking tussen Guetta en Sia, en de eerste sinds Floating Through Space (2021). In 2013 lekte er al een demo van het nummer uit. De plaat was oorspronkelijk bedoeld voor het album Anti van Rihanna uit 2016, maar werd nooit afgemaakt. Ook bevat het nummer een sample uit Fiësta van The Sunclub uit 1996, dat later weer gebruikt werd voor de hit Summer Jam 2003 van The Underdog Project. Op de credits van "Beautiful People" worden echter geen songwriters van "Fiësta" genoemd.
Het nummer bereikte een bescheiden 44e positie in Guetta's thuisland Frankrijk, terwijl in Sia's thuisland Australië geen hitlijsten werden bereikt. In het Nederlandse taalgebied was de plaat des te succesvoller; met een 5e positie in de Nederlandse Top 40, en een 8e positie in de Vlaamse Ultratop 50.

## Tracklijst
Muziekdownload
1. "Beautiful People" - 3:08